# Lancaster County (Pensylvánie)
Lancaster County je okres ve státě Pensylvánie, USA, který byl založen roku 1816. Správním městem okresu je stejnojmenné město Lancaster.
K roku 2006 měl okres 490 562 obyvatel.

## Sousední okresy
| Růžice kompasu | Dauphin County                     | Lebanon County                 | Berks County   | Růžice kompasu |
| Růžice kompasu | York County                        | Sever                          | Chester County | Růžice kompasu |
| Růžice kompasu | York County                        | Lancaster County (Pensylvánie) | Chester County | Růžice kompasu |
| Růžice kompasu | York County                        | Jih                            | Chester County | Růžice kompasu |
| Růžice kompasu | Harford County a Cecil County (MA) |                                |                | Růžice kompasu |